# Чапараль та рідколісся гір Каліфорнії
Чапараль та рідколісся гір Каліфорнії (ідентифікатор WWF: NA1203) — неарктичний екорегіон середземноморських лісів та чагарників, розташований в Каліфорнії на заході США.

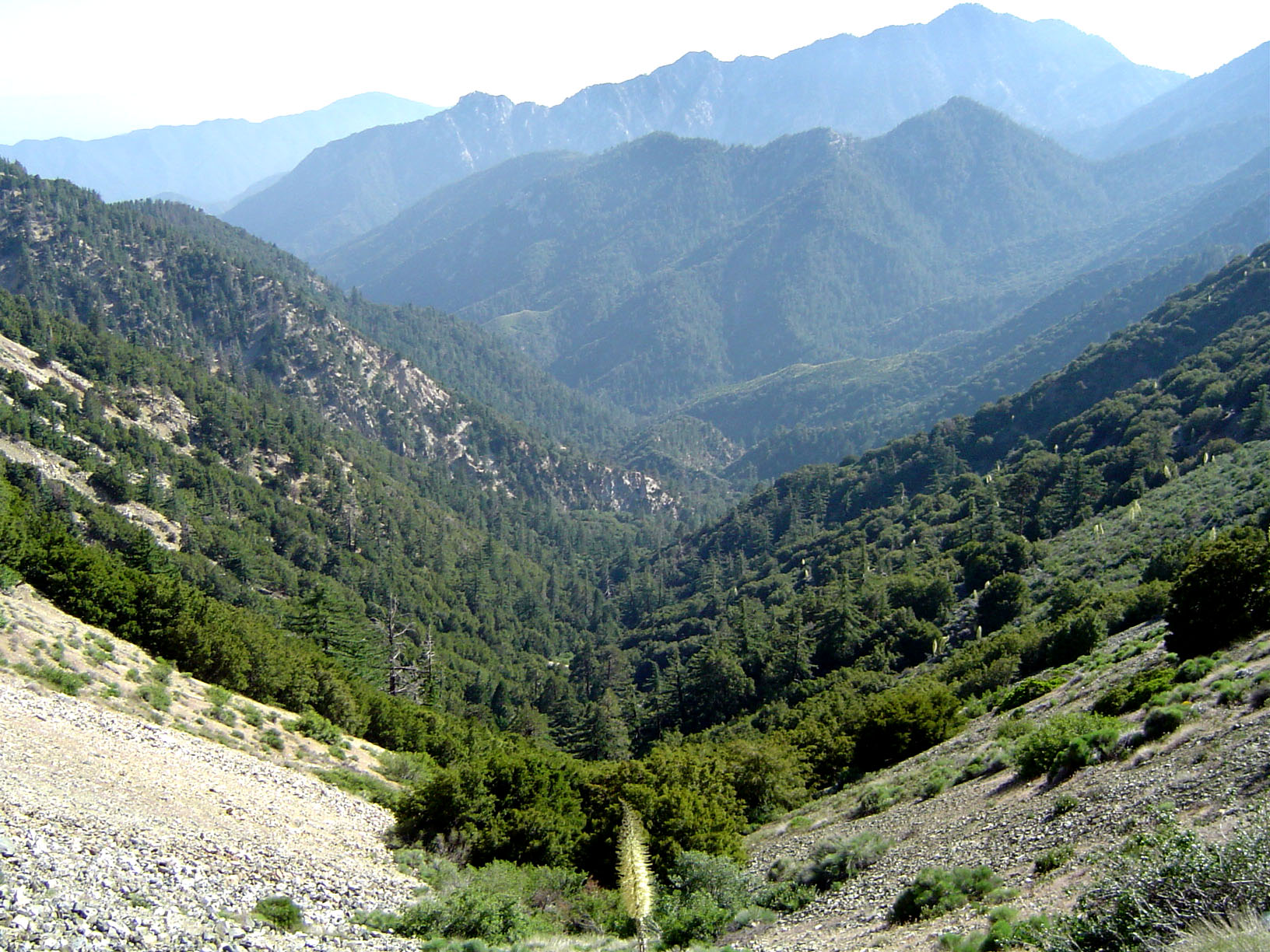
Рідколісся в горах Сан-Габріель (гори)

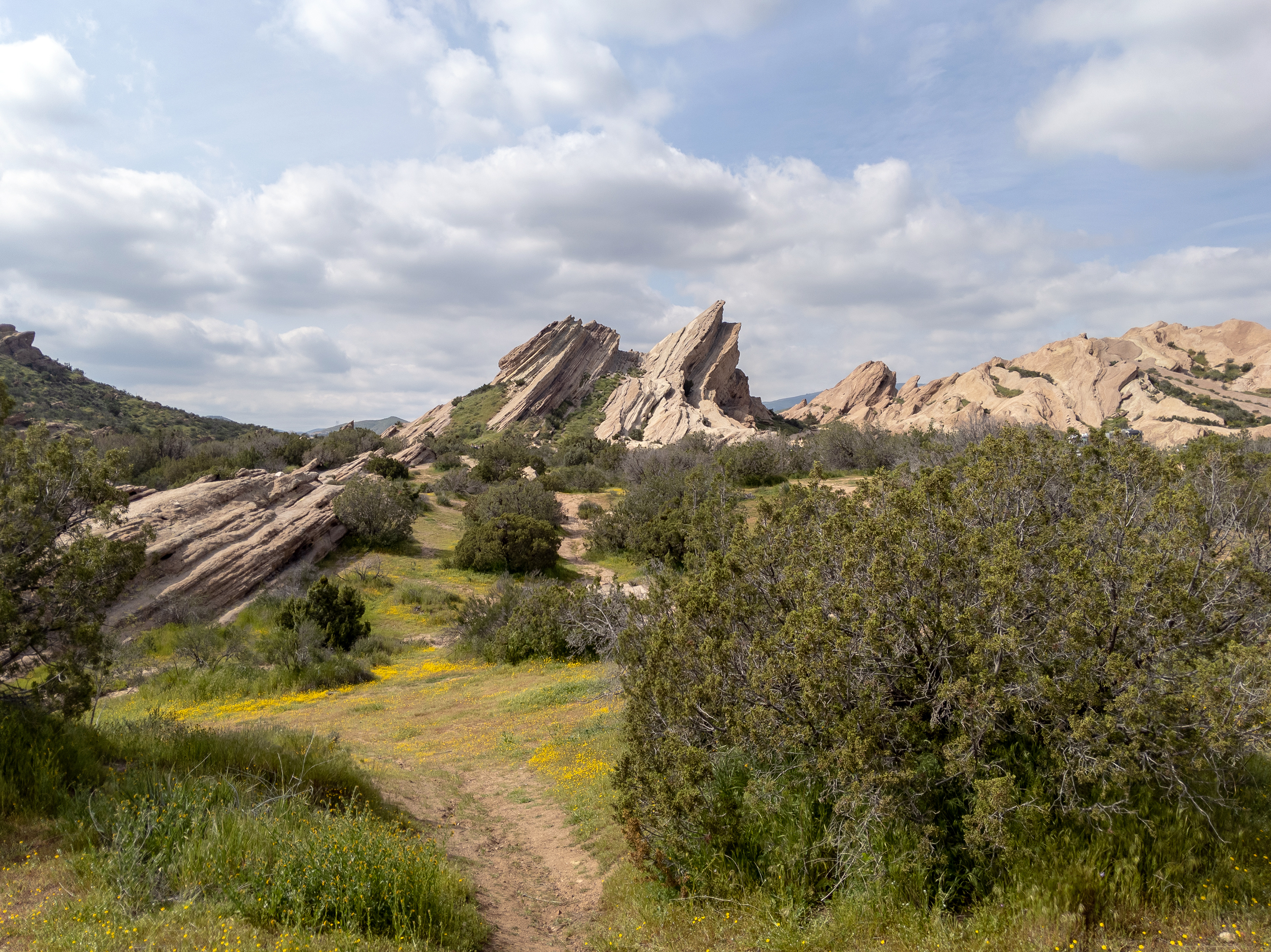
Гірський чапараль у заповіднику Васкес-Рокс

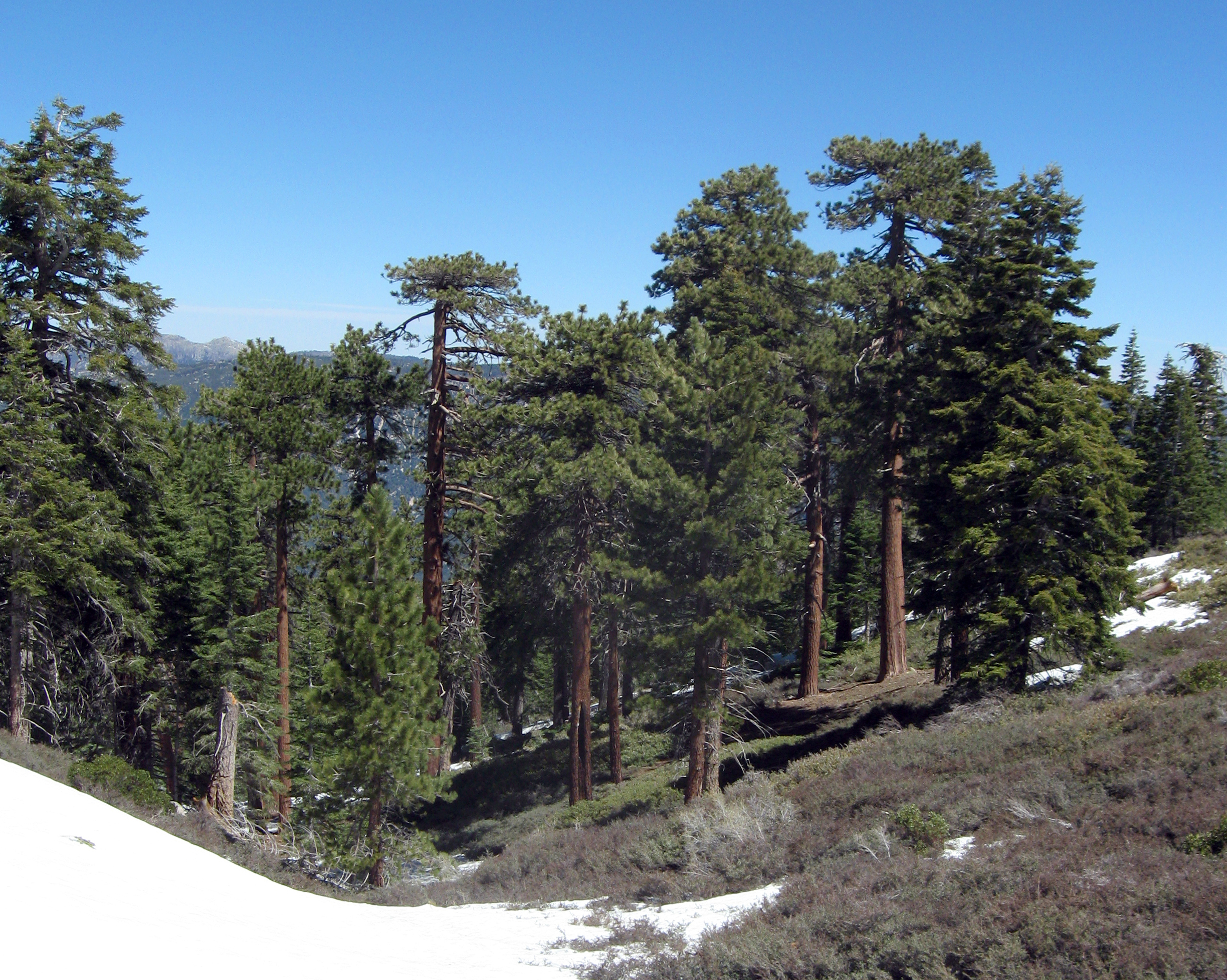
Ліси одноколірної ялиці (Abies concolor) та сосни Джеффрі (Pinus jeffreyi) в горах Сан-Габріель

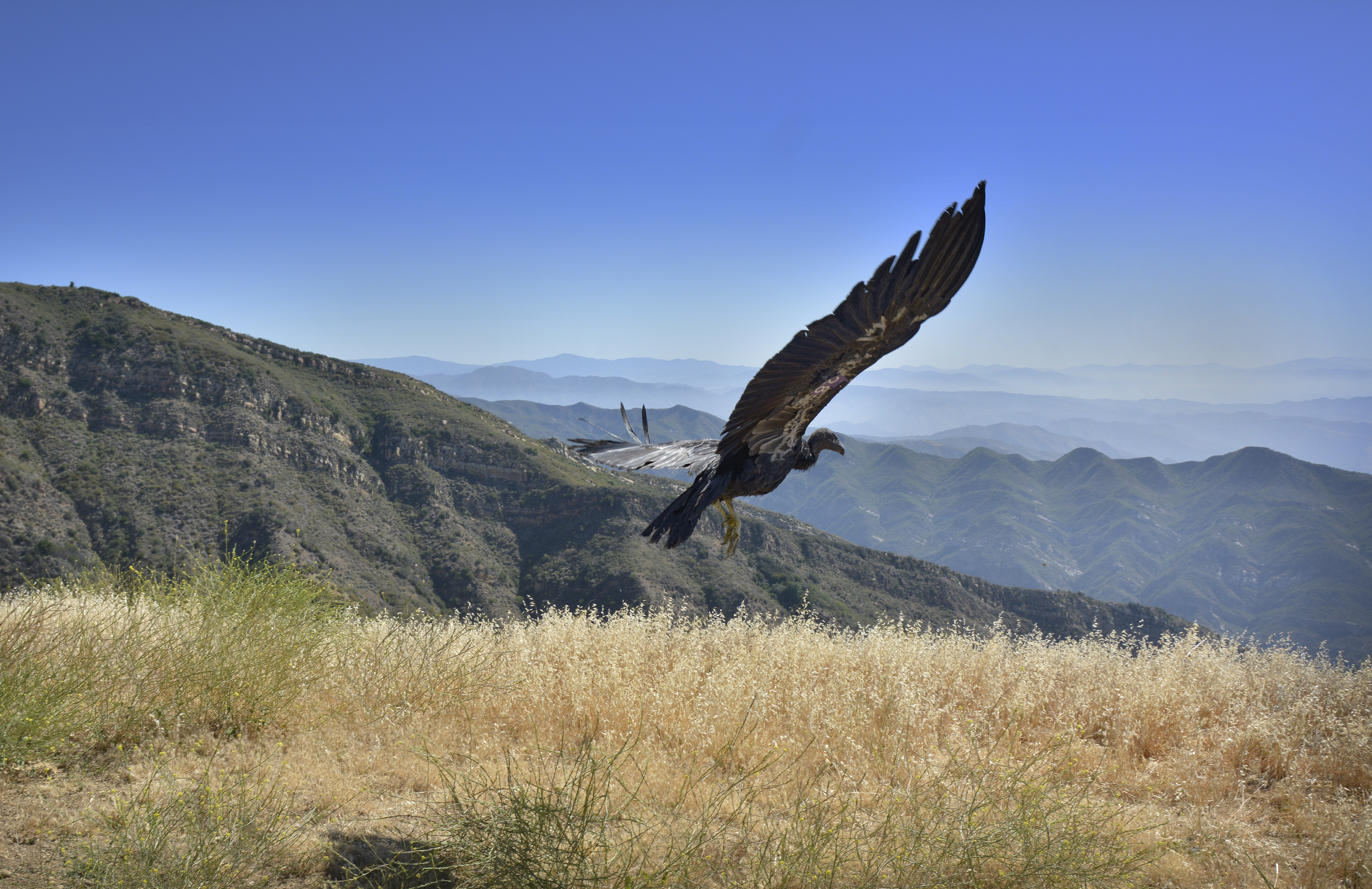
Каліфорнійський кондор (Gymnogyps californianus) у заповіднику гори Хоппер

## Географія
Екорегіон чапаралю та рідколісь гір Каліфорнії охоплює низку гірських хребтів, розташованих у Південній Каліфорнії, простягаючись від передгір'їв до їх високих, засніжених вершин. Він включає гори Санта-Інес,  Сан-Рафаель, Сан-Габріель, Сан-Бернардіно, Топатопа та Сьєрра-Пелона, які є частиною Поперечних хребтів та переважно простягаються із заходу на схід. Частиною Поперечних хребтів також є гори Техачапі, які простягаються на північний схід, сполучаючи їх зі Сьєрра-Невадою. Ці гори відділяють Центральну долину Каліфорнії, що лежить північніше, від пустелі Мохаве, розташованої на південь та схід від цих гір.
На захід від Поперечних хребтів, паралельно узбережжю Тихого океану, від затоки Монтерей на південь до затоки Морро, простягаються гори Санта-Люсія та Сьєрра-Мадре, які є найпівденнішою частиною Каліфорнійських Прибережних хребтів. На південному сході екорегіону з півночі на південь простягаються гори Сан-Хасінто та Санта-Роза, які є найпівнічнішою частиною Півострівних хребтів. Каліфорнійські Прибережні хребти, Поперечні хребти та Півострівні хребти є частиною Берегових хребтів, які, у свою чергу, є найзахіднішою частиною Північноамериканських Кордильєр.
Екорегіон характеризується гористим рельєфом, який включає високі та стрімкі гірські хребти, деякі гірські плато та вузькі долини. Найвищою вершиною екорегіону є гора Сан-Горгоніо заввишки 3506 м, розташована в горах Сан-Бернандіно у системі Поперечних хребтів. Через гори регіону проходять численні тектонічні розломи, зокрема розлом Сан-Андреас, завдяки чому тут часто відбуваються сильні землетруси. Внаслідок цього гірські схили часто є нестабільними, схильними до зсувів та інших форм масштабного руйнування.
На північний захід та північ від гір Південної Каліфорнії розташований екорегіон чапаралю та рідколісь внутрішніх районів Каліфорнії, на південний захід — екорегіон чапаралю прибережних районів Каліфорнії, а на схід — екорегіони пустелі Мохаве та пустелі Сонора. В горах Сьєрра-Невада, флора яких має багато спільного із флорою високогір'їв Поперечних хребтів, розташований екорегіон лісів Сьєрра-Невади.

## Клімат
На більшій частині екорегіону домінує середземноморський клімат (Csb за класифікацією кліматів Кеппена), а на найвищих гірських вершинах — континентальний клімат (Dsb за класифікацією Кеппена). Літо в регіоні сухе, тепле або спекотне, а зима прохолодна та волога. У прибережних районах екорегіону, зокрема на узбережжі затоки Монтерей, літо прохолодне, з частими туманами. У високогір'ях літо прохолодне, а взимку трапляються сильні снігопади. Таким чином, найвищі температури в регіоні спостерігаються на середніх висотах. Влітку у Поперечних та Півострівних хребтах часто трапляються мусонні грози, які приносять додаткову вологу в регіон під час посушливого періоду.

## Флора
Завдяки широкому висотному діапазону та характерному клімату в екорегіоні зустрічаються різноманітні рослинні угруповання. Висотна поясність гір Південної Каліфорнії характеризується переходом від чапаралю на низьких висотах до субальпійських лісів та луків у високогір'ях. Рослинність нижньої частини регіону подібна до флори інших чапаралевих екорегіонів Каліфорнії та пустелі Мохаве, а рослинність високогір'їв — до флори Сьєрра-Невади.
На найнижчих висотах екорегіону поширені шавлієві чагарники та чагарникові зарості чапаралю, у яких переважають каліфорнійські шамізи (Adenostoma fasciculatum) і барбарисолисті дуби (Quercus berberidifolia). Зі збільшенням висоти в чапаралі починають переважати різні види мучниць (Arctostaphylos spp.). Тут чапараль перемежовується сосново-кипарисовими рідколіссями, рідколіссями сосни Култера (Pinus coulteri) та лісами ендемічної великошишкової дуґласії (Pseudotsuga macrocarpa). Важливим компонентом багатьох чапаралевих угруповань є різні види дубів, зокрема каліфорнійські вічнозелені дуби (Quercus agrifolia), каньйонові дуби (Quercus chrysolepis), внутрішні вічнозелені дуби (Quercus wislizeni), дуби Енгельмана (Quercus engelmannii), а також густоцвіті нотолітокарпуси (Notholithocarpus densiflorus).  
На висоті від 1370 до 2900 м над рівнем моря в горах Південної Каліфорнії поширені гірські хвойні ліси, у яких переважають каліфорнійські річкові кедри (Calocedrus decurrens), сосни Ламберта (Pinus lambertiana), одноколірні ялиці (Abies concolor var. lowiana), сосни Джеффрі (Pinus jeffreyi), жовті сосни (Pinus ponderosa) та каліфорнійські яловці (Juniperus californica). У високогір'ях екорегіону поширені субальпійські ліси, у яких переважають гнучкі сосни (Pinus flexilis), скручені сосни (Pinus contorta subsp. murrayana) та сосни Джеффрі (Pinus jeffreyi), гаї американської осики (Populus tremuloides), криволісся, а також вологі субальпійські луки.
Гірський хребет Санта-Люсія підтримує розрізнені популяції вічнозеленої секвої (Sequoia sempervirens), обмежені прибережними долинами, де влітку регулярно трапляються густі тумани. На узбережжі Біг-Суру каліфорнійські вічнозелені дуби (Quercus agrifolia) та американські суничники (Arbutus menziesii) утворюють вічнозелені прибережні ліси. Ці ліси перемежовуються шавлієвими чагарниками та чапаралем, у якому переважає каліфорнійський шаміз (Adenostoma fasciculatum), Також тут зустрічаються характерні чапаралеві юки (Hesperoyucca whipplei). На більших висотах поширені рідколісся густоцвітих нотолітокарпусів (Notholithocarpus densiflorus) та каньйонових дубів (Quercus chrysolepis), а ще вище — гірські ліси, у яких переважають жовті сосни (Pinus ponderosa), сосни Ламберта (Pinus lambertiana), сосни Джеффрі (Pinus jeffreyi) та сосни Култера (Pinus coulteri). Також у горах Санта-Люсія зростають ендемічні санта-люсійські ялиці (Abies bracteata).
В горах Південної Каліфорнії зустрічається низка унікальних угруповань, пов'язаних зі специфічними екологічними умовами. Такі угруповання часто включають рідкісні реліктові та ендемічні види рослин. Як приклад, можна відзначити рідколісся вузлуватої сосни (Pinus attenuata), пов'язані із серпентіновими ґрунтами, угруповання, пов'язані з ефемерними водоймами, що наповнюються водою навесні, а також ізольовані насадження різноманітних ендемічних кипарисів. У північній частині гір Санта-Люсія зустрічаються каліфорнійські кипариси (Hesperocyparis goveniana), у прибережних районах поблизу затоки Монтерей — монтерейські кипариси (Hesperocyparis macrocarpa), а серед серпентинітових відслонень — кипариси Сарджента (Hesperocyparis sargentii). Монтерейські сосни (Pinus radiata) також обмежені трьома ділянками на узбережжі затоки Монтерей. Загалом в екорегіоні зустрічається вісім ендемічних видів хвойних дерев, що є одним з найбільших показників серед усіх екорегіонів Північної Америки.

## Фауна
В межах екорегіону зустрічається 78 видів ссавців та понад 220 видів птахів. Серед поширених в екорегіоні ссавців слід відзначити каліфорнійського чорнохвостого оленя (Odocoileus hemionus californicus), великовухого зайця (Lepus californicus), пустельного кролика (Sylvilagus audubonii), західну сіру вивірку (Sciurus griseus), каліфорнійського ховраха (Otospermophilus beecheyi), бурундука Мерріама (Neotamias merriami), гоферчика Ботти (Thomomys bottae), оленячу мишу Гамбела (Peromyscus gambelii), піньйонову мишу (Peromyscus truei), каліфорнійську мишу (Peromyscus californicus) та каліфорнійську полівку (Microtus californicus). Ендеміками екорегіону є біловухі торбомиші (Perognathus alticolus), а майже ендемічними його представниками — каліфорнійські бурундуки (Neotamias obscurus), секвоєві бурундуки (Neotamias speciosus), великовухі лісові хом'яки (Neotoma macrotis), вузькоморді кенгурові стрибуни (Dipodomys venustus), прудкі кенгурові стрибуни (Dipodomys agilis) та каліфорнійські торбомиші (Chaetodipus californicus).
Серед великих хижаків, поширених в регіоні, слід відзначити каліфорнійського барибала (Ursus americanus californiensis), північноамериканську пуму (Puma concolor couguar) та руду рись (Lynx rufus), а серед дрібніших хижих ссавців — койота (Canis latrans), звичайну лисицю (Vulpes vulpes), сіру лисицю (Urocyon cinereoargenteus), американського борсука (Taxidea taxus), смугастого скунса (Mephitis mephitis), західного плямистого скунса (Spilogale gracilis), північноамериканську котофредку (Bassariscus astutus) та звичайного ракуна (Procyon lotor). Раніше у горах Південної Каліфорнії зустрічалися каліфорнійські гризлі (Ursus arctos californicus) та вовки (Canis lupus), однак наразі вони в регіоні вимерли.
Серед поширених в екорегіоні птахів слід відзначити гірську перепелицю (Oreortyx pictus), каліфорнійську перепелицю (Callipepla californica), каліфорнійського голуба (Patagioenas fasciata), американського яструба (Accipiter atricapillus), рудоплечого канюка (Buteo lineatus), неоарктичного канюка (Buteo jamaicensis), білохвостого шуліку (Elanus leucurus), віргінського пугача (Bubo virginianus), рубіновоголову каліпту (Calypte anna), волохатого дятла (Leuconotopicus villosus), білоголового дятла (Leuconotopicus albolarvatus), червоноголового дятла-смоктуна (Sphyrapicus ruber), чорноволу гілу (Melanerpes formicivorus), американську горіхівку (Nucifraga columbiana), каліфорнійську сойку (Aphelocoma californica), чорноголову сизойку (Cyanocitta stelleri), повзика-крихітку (Sitta pygmaea), сірого пронурка (Cinclus mexicanus), американську тимелію (Chamaea fasciata), американського ополовника (Psaltriparus minimus), короткодзьобого віреона (Vireo huttoni), світлобрового віреона (Vireo gilvus), каліфорнійську синицю (Baeolophus inornatus), гірську гаїчку (Poecile gambeli), підбуреника (Thryomanes bewickii), північного солітаріо (Myadestes townsendi), західного блакитника (Sialia mexicana), плямистоволого дрозда-короткодзьоба (Catharus guttatus), світлочеревого копетона (Myiarchus cinerascens), західного піві-малюка (Empidonax difficilis), чагарникового піві-малюка (Empidonax oberholseri), біловусого пісняра-лісовика (Setophaga nigrescens), каліфорнійського тауї (Melozone crissalis), сірого юнко (Junco hyemalis), соснового чижа (Spinus pinus), кармінову чечевицю (Haemorhous purpureus), чорноголового кардинала-довбоноса (Pheucticus melanocephalus) та жовтогузу пірангу (Piranga ludoviciana). 
Високогір'я Поперечних хребтів були останнім місцем у світі, де зустрічалися каліфорнійські кондори (Gymnogyps californianus). Станом на 1987 рік популяція цих птахів нараховувала лише 22 особини. Всі вони були виловлені та передані кільком американським зоопаркам. Завдяки втручанню природоохоронців вид був врятований від вимирання, і вже на початку 1990-х років перші каліфорнійські кондори були реінтродуковані у дикій природі. Станом на травень 2024 року світова популяція цих птахів нараховувала 561 особину. Значна частина з них живе у високогір'ях Південної Каліфорнії.
Серед поширених в екорегіоні плазунів слід відзначити західну парканну ігуану (Sceloporus occidentalis), південну крокодилову ящірку (Elgaria multicarinata), плямистобоку ігуану (Uta stansburiana), майже ендемічну південну полинову ігуану (Sceloporus vandenburgianus), сан-дієгську фриносому (Phrynosoma blainvillii) та західного гримучника (Crotalus oreganus), а серед амфібій — західну американську жабу (Anaxyrus boreas), велетенську каліфорнійську саламандру (Dicamptodon ensatus), а також майже ендемічних каліфорнійських червононогих жаб (Rana draytonii) і гірських жовтоногих жаб (Rana muscosa) та ендемічних сан-габріельських струнких саламандр (Batrachoseps gabrieli). 

## Збереження
Територія екорегіону є малонаселеною. Найбільшими містами в регіоні є Монтерей, Санта-Барбара та Техачапі. Близько третини території екорегіону є відносно незайманою. Основною загрозою для збереження природи регіону є розширення поселень, вирубка рідколісь та перетворення їх на виноградники, надмірний випас худоби, а також зміна режиму пожеж. З 1930-х років й донедавна Лісова служба США проводила тут сувору політику боротьби з пожежами, прагнучи загасити всі пожежі протягом доби. Це призвело до багаторічного накопичення сухого палива в екосистемі, не пристосованій до такого накопичення. Згодом така політика призвела до збільшення кількості надзвичайно руйнівних та сильних пожеж. Останніми роками ця політика змістилася в бік створення контрольованих пожеж.
Близько 24,2 % площі екорегіону є заповідними територіями. Природоохоронні території включають: Національний ліс Лос-Падрес, Національний ліс Анджелес, Національний ліс Сан-Бернандіно, Державний парк Гаррапата, Державний парк Пфайффер-Біг-Сур, Національний природний заповідник гори Хоппер та Заповідник кондорів Сеспе.